# A᷇
Cette page contient des caractères spéciaux ou non latins. S’ils s’affichent mal (▯, ?, etc.), consultez la page d’aide Unicode.
A᷇, appelé A aigu-macron, est un graphème utilisé dans les écritures du bassa.
Il s'agit de la lettre A diacritée d'un aigu-macron.

## Représentations informatiques
Le A aigu-macron peut être représenté avec les caractères Unicode suivants :
- décomposé (latin de base, diacritiques)[1],[2] :

| formes    | représentations | chaînes de caractères | points de code | descriptions                                      |
| --------- | --------------- | --------------------- | -------------- | ------------------------------------------------- |
| capitale  | A᷇               | A◌᷇                    | U+0041 U+1DC7  | lettre majuscule latine a diacritique aigu-macron |
| minuscule | a᷇               | a◌᷇                    | U+0061 U+1DC7  | lettre minuscule latine a diacritique aigu-macron |